# Ramularius pygmaeus
Ramularius pygmaeus là một loài bọ cánh cứng trong họ Cerambycidae.